# Marpesja

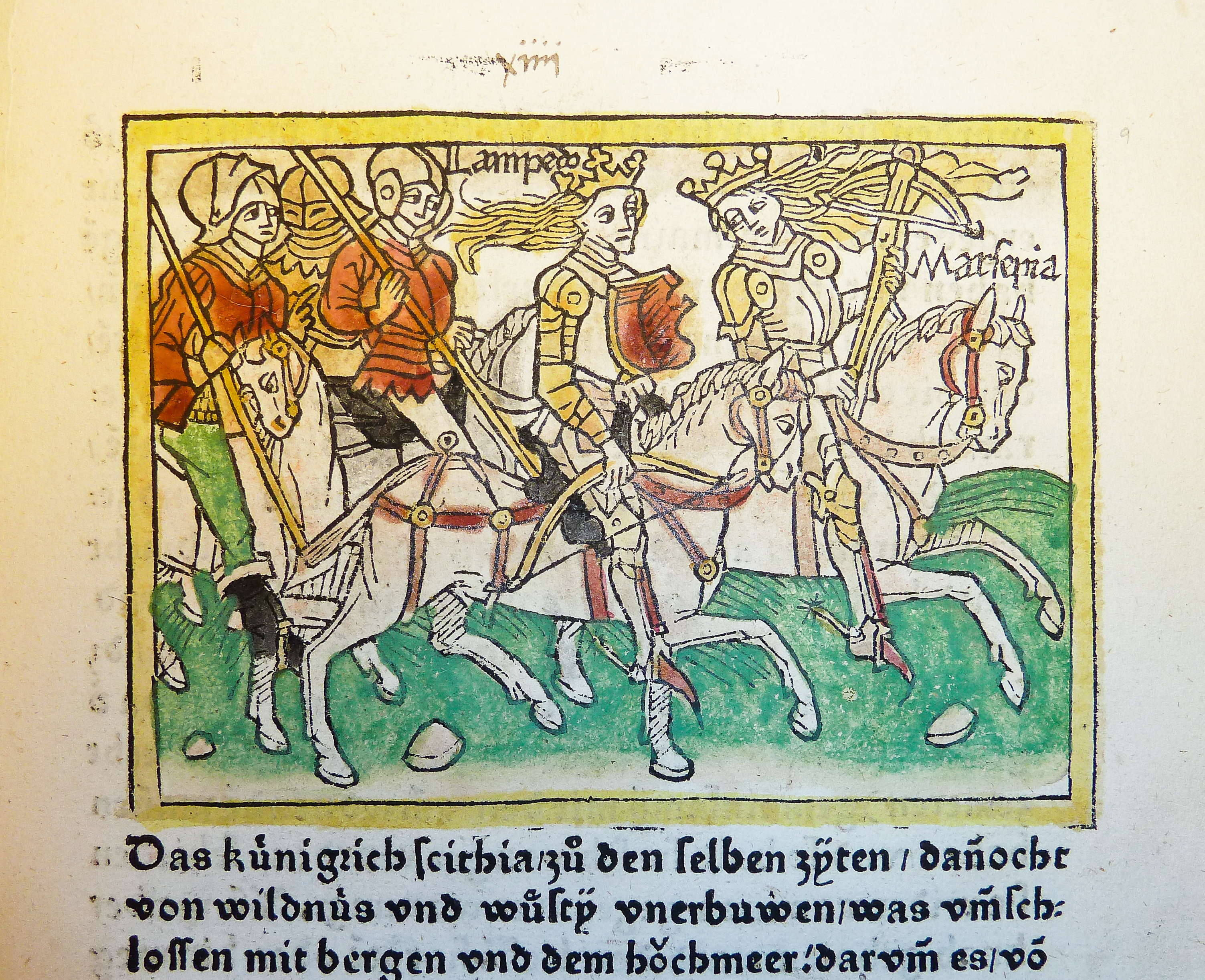
Amazonki Lampado i Marpesja

Marpesja (gr.  Μαρπησία) – w mitologii greckiej  królowa  Amazonek, potomkini walecznej królowej Lizyppe, która podbiła wiele plemion, siostra królowej Amazonek Lampado i matka następnej królowej Oritji.   
Marpesja razem z dwoma innymi królowymi Lampado, Marpesją i Hippo, podbiły znaczną część Azji Mniejszej i Syrii i założyły miasta Efez, Smyrnę, Kyrene i Myrine. Dziełem Amazonek są również miasta Tiba i Synope. W Efezie pod bukiem ustawiły wizerunek Artemidy, przy którym Hippo składała ofiary. Po złożeniu ofiar jej towarzyszki wykonywały najpierw taniec tarczy, a potem taniec wirowy, potrząsając kołczanami i zgodnie wybijając takt przy akompaniamencie piszczałek. 
Świątynia Artemidy Efezyjskiej wybudowana później wokół tego posągu przewyższała swą wspaniałością nawet świątynię Apollina w Delfach. Otaczały ją dwie rzeki, obie nosiły nazwę Selenos i płynęły w przeciwnych kierunkach. Podczas tej właśnie wyprawy Amazonki zdobyły Troję, w czasie kiedy Priam był jeszcze dzieckiem. Część oddziałów Amazonek wróciła z bogatymi łupami, reszta zaś pozostała, by umocnić swą władzę w Azji Mniejszej. Marpesja zginęła w jednej z bitew z barbarzyńcami. Królową po niej została jej córka Orityja, która wzbudzała podziw nie tylko ze względu na swą waleczność, ale także za zachowanie dziewictwa do końca życia.
Rzymski historyk Marek Junianus Justynus z II w. n.e. opisał dwie niezrównane wojowniczki, królowe Amazonek, siostry Marpesję i Lampado, które rządziły razem, po podzieleniu się siłami na dwie armie. Według niego głoszono, że były córkami Aresa, aby rozsławiać ich wojowniczą naturę. Twierdził, że po opanowaniu większej części Europy podbiły też część miast w Azji.
Włoski pisarz Giovanni Boccaccio w swoim traktacie moralizatorskim O sławnych niewiastach (1361, poprawiany do 1375), w którym opisał sto dwie biografie kobiet mitycznych, antycznych i średniowiecznych, poświęcił osobne rozdziały  Marpesji i Lampado. 